# Ouham
Ouham és una de les 14 prefectures de la República Centreafricana. Està situada en el centre-nord del país, junt amb el Txad. La seva capital és Bossangoa. Frontereja amb les prefectures d'Ouham-Pendé a l'oest, Ombella-M'Poko al sud, Kémo i Nana-Grébizi a l'est, i Bamingui-Bangoran al nord-est.
A més de Bossangoa, també són importants les ciutats de Bouça, en el centre-est, Maïkouma, en l'extrem nord, Markounda, junt amb la frontera del Txad, i Batangafo, a vores del Riu Ouham.
Ouham rep el nom del principal riu que passa per aquesta prefectura: l'Ouham. També cal destacar el riu Mpoko.
L'actual president de la república, François Bozizé, va néixer en aquesta prefectura, però curiosament va ser en aquest lloc on va treure menys vots en les últimes eleccions de tot el país, no va arribar ni al 2%, mentre que el seu principal contrincant va obtenir el 88%.